# John Gavin
John Gavin, nome artístico de Juan Vincent Apablasa (Los Angeles, 8 de abril de 1931 – Beverly Hills, 9 de fevereiro de 2018), foi um ator e diplomata norte-americano. Atuou como embaixador dos Estados Unidos no México de 1981 a 1986 e também foi presidente da Screen Actors Guild de 1971 a 1973. Ele é mais conhecido por suas performances nos filmes Imitation of Life (1959), Spartacus (1960), Psycho (1960) e Thoroughly Modern Millie (1967), desempenhando papéis principais em uma série de filmes para o produtor Ross Hunter.

## Início da vida
Nascido Juan Vincent Apablasa, Gavin era de origem mexicana e chilena e era fluente em espanhol. Seu pai, Juan Vincent Apablasa, era de origem chilena, e seus antepassados eram proprietários de terra na Califórnia, quando ainda estava sob domínio espanhol. A mãe de Gavin (Delia Diana Pablos) veio da família historicamente influente Pablos de Sonora, no México. Cerca de dois anos após o nascimento de João, sua mãe obteve o divórcio de Apablasa. Seu próximo casamento foi com o Herbal Ray Golenor, que adotou João e mudou seu nome para John Anthony Golenor.
Depois de frequentar a St. John's Military Academy (Los Angeles) e Villanova Prep (Ojai (Califórnia)), ambas escolas católicas, ele ganhou um B.A. da Universidade Stanford onde obteve honras sênior pelo trabalhou sobre a história econômica latino-americana e foi membro da unidade Naval ROTC de Stanford. Graduou-se em licenciatura em economia e assuntos latino-americanos. "Nunca fiz qualquer atuação na escola, nunca tive curiosidade sobre as peças da faculdade", disse mais tarde. "Meu pensamento inteiro se moveu em outra direção".

## Morte
John Gavin faleceu em 9 de fevereiro de 2018, foi por causa de pneumonia aos 86 anos.